# صرمه العليا (جبلة)

تعديل مصدري - تعديل

صرمه العليا محلة تابعة لقرية صرمة، التابعة لعزلة جبل رعوين بمديرية جبلة إحدى مديريات محافظة إب في الجمهورية اليمنية، بلغ تعداد سكانها 252 حسب تعداد اليمن لعام 2004.